# Дендрит (кристал)

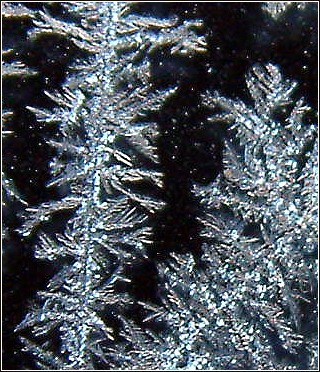
Дендрит льоду: льодяні квіти на шибці вікна.

Дендрит (англ. dendrite, нім. Dendrit m: від грец. δένδρον — дерево) — кристалічна структура, утворена шляхом скелетного росту, яка має деревоподібний вигляд.
- в мінералогії — мінеральний агрегат (іноді кристал) деревоподібної форми. Утворюється з розчинів, пари або розплавів при швидкій кристалізації речовини в тріщинах, в'язкому середовищі тощо;

- в металургії — деревоподібної будови кристаліт, який утворюється внаслідок дендритної кристалізації металів та сплавів.